# Димитрије Мита Теокаревић
Димитрије Мита Теокаревић (Лесковац, 1850 — Лесковац 20. август 1931), био је народни посланик и председник лесковачке Општине, поборник и зачетник текстилне индустрије, први пословни човек код кога се јавила идеја о производњи домаћег гајтана.

## Биографија
Рођен у сиромашној породици. Почео је да ради од 9. године као слуга. Као младић био је неписмен. Да би поправио своје имовно стање завршио је школу код лесковачког учитеља Ча-Мита. Са 14 година је почео да ради код чорбаџије Антонија Тонке Поповића усвајајући тајне трговања бугарским гајтанима и фризовима, стекао први капитал и постао пашеног свога газде.
Око 1870/71 постао је ортак са Јованом Стаменковићем и за годину дана приновио још 150 дуката. После је почео да ради самостално, да купује и продаје ужарију, шајак, гајтан, конац за шивење, боје и паприку и да, као и ранијих година, путује, овог пута својим послом. О самосталној изради гајтана Мита је, као и остали, почео да мисли кад је у Србији заведена царина на гајтан. Године 1884 он учествује у оснивању првог лесковачког предузећа за производњу гајтана, а 1896 у оснивању прве лесковачке фабрике вунених тканина у којој ће као ортак остати све до 1920. Те године, он је из ње иступио и на име свог дела добио ону првобитну фабрику гајтана у Вучју и 16 милиона динара на име обавезница од ратне штете.
Тај новац је његовим синовима, школованим стручњацима, послужило за оснивање Параћинске фабрике вунених тканина под фирмом Владе Теокаревића и комп. (1920). Митин средњи син Лазар, основао је у Вучју модерну фабрику вунених тканина (1934). Његови синови Владимир, Лазар и Славко били су главне личности текстилне индустрије у периоду између два светска рата.
Његова удовица Василија - Вана, после смрти свога мужа, као трајно сећање на њега оставила је Вучју објекат непроценљиве и непролазне вредности - цркву Рођења Светог Јована Крститеља. Била је срећна да погоди једно дубоко расположење овог краја старе Дубочице, како је у то време писала Политика.